# Campionato nordamericano maschile under 21 di pallavolo 2008
Il Campionato nordamericano maschile under 21 di pallavolo 2008 si è svolto dal 30 giugno al 5 luglio a San Salvador, a El Salvador: al torneo hanno partecipato otto squadre nazionali Under-21 nordamericane e la vittoria finale è andata per la quarta volta, la terza consecutiva, a Cuba.

## Impianti
|                                                                            |  |  |
|                                                                            |  |  |
| Palacio de los Deportes Città: San Salvador Capienza: - Anno d'apertura: - |  |  |

## Regolamento

### Formula
Le squadre hanno disputato una prima fase a gironi con formula del girone all'italiana; al termine della prima fase:
- Le prime tre classificate di ogni girone hanno acceduto alla fase finale per il primo posto, strutturata in quarti di finale, a cui hanno partecipato solo le seconde e le terze classificate, semifinali, finale per il terzo posto e finale.
- Le quarte classificate di ogni girone e le due eliminate ai quarti di finale della fase finale per il primo posto hanno acceduto alla fase finale per il quinto posto, strutturata in semifinale, finale per il settimo posto e finale per il quinto posto.

### Criteri di classifica
In caso di vittoria è prevista l'assegnazione di 2 punti, mentre in caso di sconfitta è prevista l'assegnazione di 1 punto.
L'ordine del posizionamento in classifica è stato definito in base a:
- Punti;
- Ratio dei punti realizzati/subiti;
- Ratio dei set vinti/persi;
- Risultati degli scontri diretti.

## Squadre partecipanti
| Squadra         | Qualificazione      | Ultima partecipazione |
| --------------- | ------------------- | --------------------- |
| Canada          | -                   | Messico 2006          |
| Cuba            | -                   | Messico 2006          |
| El Salvador     | Paese organizzatore | ?                     |
| Guatemala       | -                   | Messico 2006          |
| Messico         | -                   | Messico 2006          |
| Porto Rico      | -                   | Messico 2006          |
| Rep. Dominicana | -                   | Messico 2006          |
| Stati Uniti     | -                   | Messico 2006          |

## Torneo

### Fase a gironi
| Girone A        | Girone B    |
| --------------- | ----------- |
| Canada          | Cuba        |
| Rep. Dominicana | El Salvador |
| Porto Rico      | Guatemala   |
| Stati Uniti     | Messico     |

#### Girone A

##### Risultati
| 30 giugno 2008 Palacio de los Deportes, San Salvador Durata: 2h:05 - Spettatori: ? | Porto Rico      | 2 - 3 | Rep. Dominicana | 25-18, 25-20, 23-25, 21-25, 13-15 |
| 30 giugno 2008 Palacio de los Deportes, San Salvador Durata: 1h:20 - Spettatori: ? | Stati Uniti     | 0 - 3 | Canada          | 25-27, 15-25, 21-25               |
| 1º luglio 2008 Palacio de los Deportes, San Salvador Durata: 2h:06 - Spettatori: ? | Canada          | 3 - 2 | Porto Rico      | 22-25, 23-25, 25-23, 25-19, 15-11 |
| 1º luglio 2008 Palacio de los Deportes, San Salvador Durata: 1h:13 - Spettatori: ? | Rep. Dominicana | 0 - 3 | Stati Uniti     | 15-25, 20-25, 20-25               |
| 2 luglio 2008 Palacio de los Deportes, San Salvador Durata: 1h:14 - Spettatori: ?  | Canada          | 3 - 0 | Rep. Dominicana | 25-20, 25-10, 25-21               |
| 2 luglio 2008 Palacio de los Deportes, San Salvador Durata: 1h:58 - Spettatori: ?  | Stati Uniti     | 3 - 1 | Porto Rico      | 22-25, 27-25, 25-18, 25-22        |

##### Classifica
| Pos | Squadra         | Pt | G | V | P | SV  | SP  | Ratio | PF | PS | Ratio |
| --- | --------------- | -- | - | - | - | --- | --- | ----- | -- | -- | ----- |
| 1   | Canada          | 6  | 3 | 3 | 0 | 262 | 215 | 1.219 | 9  | 2  | 4.500 |
| 2   | Stati Uniti     | 5  | 3 | 2 | 1 | 235 | 222 | 1.059 | 6  | 4  | 1.500 |
| 3   | Rep. Dominicana | 4  | 3 | 1 | 2 | 203 | 257 | 0.813 | 3  | 8  | 0.375 |
| 4   | Porto Rico      | 3  | 3 | 0 | 3 | 300 | 312 | 0.962 | 5  | 9  | 0.556 |

#### Girone B

##### Risultati
| 30 giugno 2008 Palacio de los Deportes, San Salvador Durata: 1h:10 - Spettatori: ? | Cuba        | 3 - 0 | Messico     | 25-16, 25-19, 25-12              |
| 30 giugno 2008 Palacio de los Deportes, San Salvador Durata: 1h:19 - Spettatori: ? | Guatemala   | 3 - 0 | El Salvador | 27-25, 25-18, 25-19              |
| 1º luglio 2008 Palacio de los Deportes, San Salvador Durata: 1h:00 - Spettatori: ? | Cuba        | 3 - 0 | Guatemala   | 25-8, 25-15, 25-14               |
| 1º luglio 2008 Palacio de los Deportes, San Salvador Durata: 1h:14 - Spettatori: ? | El Salvador | 0 - 3 | Messico     | 20-25, 18-25, 11-25              |
| 2 luglio 2008 Palacio de los Deportes, San Salvador Durata: 2h:02 - Spettatori: ?  | Messico     | 3 - 3 | Guatemala   | 25-27, 25-23, 25-16, 23-25, 15-5 |
| 2 luglio 2008 Palacio de los Deportes, San Salvador Durata: 1h:00 - Spettatori: ?  | El Salvador | 0 - 3 | Cuba        | 12-25, 10-25, 9-25               |

##### Classifica
| Pos | Squadra     | Pt | G | V | P | SV  | SP  | Ratio | PF | PS | Ratio |
| --- | ----------- | -- | - | - | - | --- | --- | ----- | -- | -- | ----- |
| 1   | Cuba        | 6  | 3 | 3 | 0 | 225 | 115 | 1.957 | 9  | 0  | MAX   |
| 2   | Messico     | 5  | 3 | 2 | 1 | 235 | 220 | 1.068 | 6  | 5  | 1.200 |
| 3   | Guatemala   | 4  | 3 | 1 | 2 | 210 | 250 | 0.840 | 5  | 6  | 0.833 |
| 4   | El Salvador | 3  | 3 | 0 | 3 | 142 | 227 | 0.626 | 0  | 9  | 0.000 |

### Fase finale

#### Finali 1º e 3º posto
|  | Quarti          | Quarti      |             |         | Semifinali         | Semifinali         |  |  | Finale 1º/2º posto | Finale 1º/2º posto |
|  |                 |             |             |         |                    |                    |  |  |                    |                    |
|  |                 |             |             |         |                    |                    |  |  |                    |                    |
|  |                 |             |             |         |                    |                    |  |  |                    |                    |
|  | -               | -           |             |         |                    |                    |  |  |                    |                    |
|  | -               | -           |             |         |                    |                    |  |  |                    |                    |
|  | -               | -           |             |         |                    |                    |  |  |                    |                    |
|  | -               | -           | Cuba        | 3       |                    |                    |  |  |                    |                    |
|  |                 |             | Cuba        | 3       |                    |                    |  |  |                    |                    |
|  |                 | Stati Uniti | 0           |         |                    |                    |  |  |                    |                    |
|  | Stati Uniti     | Stati Uniti | 0           | 3       |                    |                    |  |  |                    |                    |
|  | Stati Uniti     |             |             | 3       |                    |                    |  |  |                    |                    |
|  | Guatemala       | 0           |             |         |                    |                    |  |  |                    |                    |
|  | Guatemala       | 0           | Stati Uniti | 3       |                    |                    |  |  |                    |                    |
|  |                 |             | Stati Uniti | 3       |                    |                    |  |  |                    |                    |
|  |                 | Canada      | 1           |         |                    |                    |  |  |                    |                    |
|  | -               | Canada      | 1           | -       |                    |                    |  |  |                    |                    |
|  | -               |             |             | -       |                    |                    |  |  |                    |                    |
|  | -               | -           |             |         |                    |                    |  |  |                    |                    |
|  | -               | -           | Canada      | 3       | Finale 3º/4º posto | Finale 3º/4º posto |  |  |                    |                    |
|  |                 |             | Canada      | 3       | Finale 3º/4º posto | Finale 3º/4º posto |  |  |                    |                    |
|  |                 | Messico     | 0           |         |                    |                    |  |  |                    |                    |
|  | Rep. Dominicana | Messico     | 0           | 0       | Stati Uniti        | 3                  |  |  |                    |                    |
|  | Rep. Dominicana |             |             | 0       | Stati Uniti        | 3                  |  |  |                    |                    |
|  | Messico         | 3           |             | Messico | 0                  |                    |  |  |                    |                    |
|  | Messico         | 3           |             |         | 0                  |                    |  |  |                    |                    |
|  |                 |             |             |         |                    |                    |  |  |                    |                    |
|  |                 |             |             |         |                    |                    |  |  |                    |                    |

##### Quarti di finale
| 3 luglio 2008 Palacio de los Deportes, San Salvador Durata: 1h:15 - Spettatori: ? | Stati Uniti     | 3 - 0 | Guatemala | 25-22, 25-12, 25-23 |
| 3 luglio 2008 Palacio de los Deportes, San Salvador Durata: 1h:17 - Spettatori: ? | Rep. Dominicana | 0 - 3 | Messico   | 21-25, 15-25, 20-25 |

##### Semifinali
| 4 luglio 2008 Palacio de los Deportes, San Salvador Durata: 1h:05 - Spettatori: ? | Cuba   | 3 - 0 | Stati Uniti | 25-19, 25-18, 25-20 |
| 4 luglio 2008 Palacio de los Deportes, San Salvador Durata: 1h:12 - Spettatori: ? | Canada | 3 - 0 | Messico     | 25-17, 25-17, 25-13 |

##### Finale 3º posto
| 5 luglio 2008 Palacio de los Deportes, San Salvador Durata: 1h:17 - Spettatori: ? | Stati Uniti | 3 - 0 | Messico | 25-14, 25-23, 25-19 |

##### Finale
| 5 luglio 2008 Palacio de los Deportes, San Salvador Durata: 1h:50 - Spettatori: ? | Cuba | 3 - 1 | Canada | 25-18, 20-25, 25-21, 29-27 |

#### Finali 5º e 7º posto
|  | semifinali      | semifinali      | semifinali |            |                 | finale 5º posto | finale 5º posto | finale 5º posto |  |
|  |                 |                 |            |            |                 |                 |                 |                 |  |
|  | Rep. Dominicana | Rep. Dominicana | 3          |            |                 |                 |                 |                 |  |
|  | Rep. Dominicana | Rep. Dominicana | 3          |            |                 |                 |                 |                 |  |
|  | El Salvador     | El Salvador     | 0          |            |                 |                 |                 |                 |  |
|  | El Salvador     | El Salvador     | 0          |            | Rep. Dominicana | Rep. Dominicana | 0               |                 |  |
|  |                 |                 |            |            | Rep. Dominicana | Rep. Dominicana | 0               |                 |  |
|  |                 |                 | Porto Rico | Porto Rico | 3               |                 |                 |                 |  |
|  | Guatemala       | Guatemala       | Porto Rico | Porto Rico | 3               | 0               |                 |                 |  |
|  | Guatemala       | Guatemala       |            |            |                 | 0               |                 |                 |  |
|  | Porto Rico      | Porto Rico      | 3          |            |                 | finale 7º posto | finale 7º posto | finale 7º posto |  |
|  | Porto Rico      | Porto Rico      | 3          |            |                 |                 |                 |                 |  |
|  |                 |                 |            |            |                 |                 |                 |                 |  |
|  |                 |                 |            |            |                 | El Salvador     | El Salvador     | 0               |  |
|  |                 |                 |            |            |                 | El Salvador     | El Salvador     | 0               |  |
|  |                 |                 |            |            |                 | Guatemala       | Guatemala       | 3               |  |

##### Semifinali
| 4 luglio 2008 Palacio de los Deportes, San Salvador Durata: 1h:01 - Spettatori: ? | Rep. Dominicana | 3 - 0 | El Salvador | 25-19, 25-8, 25-16  |
| 4 luglio 2008 Palacio de los Deportes, San Salvador Durata: 1h:04 - Spettatori: ? | Guatemala       | 0 - 3 | Porto Rico  | 15-25, 13-25, 16-25 |

##### Finale 7º posto
| 5 luglio 2008 Palacio de los Deportes, San Salvador Durata: 1h:04 - Spettatori: ? | El Salvador | 0 - 3 | Guatemala | 18-25, 10-25, 24-26 |

##### Finale 5º posto
| 5 luglio 2008 Palacio de los Deportes, San Salvador Durata: 1h:15 - Spettatori: ? | Rep. Dominicana | 0 - 3 | Porto Rico | 18-25, 20-25, 17-25 |

## Classifica finale
| Pos     | Squadra         |
| ------- | --------------- |
| Oro     | Cuba            |
| Argento | Canada          |
| Bronzo  | Stati Uniti     |
| 4.      | Messico         |
| 5.      | Porto Rico      |
| 6.      | Rep. Dominicana |
| 7.      | Guatemala       |
| 8.      | El Salvador     |

|  |  |  | Qualificate al campionato mondiale 2009 |

## Premi individuali
| Premio                | Nome               | Squadra         |
| --------------------- | ------------------ | --------------- |
| MVP                   | Rolando Cepeda     | Cuba            |
| Miglior realizzatore  | Pedro Luis García  | Rep. Dominicana |
| Miglior attaccante    | Rolando Cepeda     | Cuba            |
| Miglior muro          | John Perrin        | Canada          |
| Miglior servizio      | Fernando Hernández | Cuba            |
| Miglior palleggiatore | Ciaran McGovern    | Canada          |
| Miglior ricevitore    | Erik Shoji         | Stati Uniti     |
| Miglior difesa        | Erik Shoji         | Stati Uniti     |
| Miglior libero        | Erik Shoji         | Stati Uniti     |